# Poésie des États-Unis
Ne doit pas être confondu avec Poésie d'Amérique.
L'histoire de la poésie des États-Unis est profondément liée à l'histoire de la nation américaine elle-même, ses conflits, ses guerres, et de ses évolutions économiques et sociales. La poésie américaine émerge véritablement dans la littérature de langue anglaise durant l'époque coloniale, lorsque les États-Unis sont encore des territoires britanniques. La poésie de cette période, écrite par les premiers colons, est pour une majeure partie empreinte de puritanisme d'une part, et aspire aussi à la démocratie et à la liberté d'autre part, utilisant des modèles traditionnels de la poésie anglaise en matière de forme, de diction, et de sujet. C'est seulement au cours du XIXe siècle que commence à s'affirmer un style américain propre. À partir de la fin du XIXe siècle, alors que Walt Whitman et Emily Dickinson gagnent en popularité par des techniques stylistiques particulières qui affirment une identité poétique américaine propre, les poètes américains commencent à s'imposer sur le devant de la scène de la littérature anglaise. Cette avant-gardisme poétique américain se confirme au XXe siècle, dans la mesure où Ezra Pound et T.S. Eliot furent probablement les poètes de langue anglaise les plus influents de la période durant la Première Guerre mondiale.
Jusqu'à la fin du XXe siècle, l'intérêt porté à la poésie américaine s'est diversifié, en ce sens que l'intérêt des universitaires s'est porté sur la poésie d'origine féminine, afro-américaine, hispanique, et autres groupes sociaux. La poésie, et la création écrite en général, tendent à se transformer avec l'émergence et la multiplication de programmes d'écriture créative dans les universités américaines.

## Poésie dans les colonies

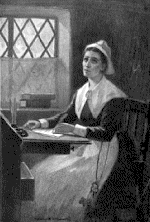
Anne Bradstreet

L'une des premières poétesses des colonies britanniques connue est Anne Bradstreet (1612–1672), qui reste, de plus, l'une des premières femmes poètes de langue anglaise. Ses poèmes sont des évocations tendres et originales de sa vie de famille, sa vie au foyer, et de l'amour qu'elle éprouve pour son mari. Dans un registre différent, le pasteur Edward Taylor (1642–1729) a écrit des poèmes exprimant les vertus puritaines sur un mode stylistique métaphysique fortement travaillé, et sa poésie peut être considérée comme typique du début de l'époque coloniale. Cette empreinte du puritanisme et de la morale sur la poésie d'alors est l'une des caractéristiques majeures de la poésie des colonies pendant le XVIIe et le début du XVIIIe siècle.
Une autre figure essentielle de l'époque coloniale est Phillis Wheatley, une esclave dont le livre Poems on Various Subjects, Religious and Moral fut publié en 1773. Elle est l'une des poétesses les plus connues à son époque, au moins dans les colonies, et ses poèmes étaient caractéristiques de la culture de la Nouvelle-Angleterre d'alors, reflétant des idées religieuses et artistiques.
Le XVIIIe siècle et les bouleversements que connut l'Amérique sont autant de sujets d'inspiration pour ses poètes. Les écrits poétiques sont façonnés par les évènements que connaît les États-Unis, la guerre d'Indépendance, l'esclavagisme, les Amérindiens, la guerre de Sécession, l'influence de la religion et de la Bible. Ceci est par exemple visible dans les œuvres de Philip Freneau, qui reste célèbre pour la sympathie, à contre-courant des conventions de l'époque, qu'il témoigne dans ses écrits pour les indigènes d'Amérique.
D'une manière générale, le développement de la poésie dans les colonies est le reflet du développement des colonies elle-même. Cette poésie naissante est, dans un premier temps, dominée par la nécessité de préserver l'intégrité des idéaux puritains qui ont façonné les colonies. Alors que les colons se font de plus en plus nombreux, leur poésie est de plus en plus marquée par leur désir d'indépendance.
Ce foisonnement de thèmes évoqués par la poésie n'est par contre aucunement accompagné d'une évolution des genres et styles poétiques même, qui restent très conservateurs, traditionnels, voir mineurs. Ceci peut en partie s'expliquer par la conséquence de l'immigration des poètes américains, et leur déconnexion du centre de la vie poétique londonienne.
Même à la fin de la période coloniale, cette poésie est généralement techniquement démodée, employant les moyens et méthodes traditionnels et démodés de Alexander Pope et Thomas Gray, en pleine émergence du romantisme anglais avec William Blake et Robert Burns.

## Poésie post-coloniale

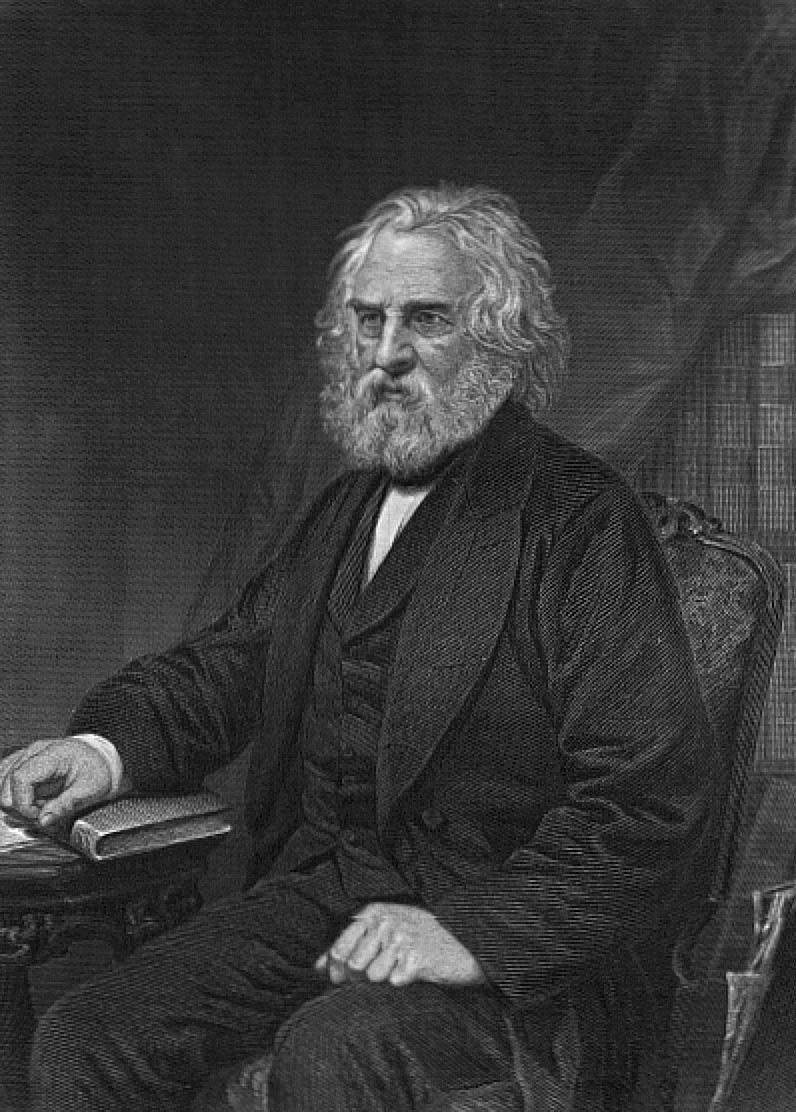
Henry Wadsworth Longfellow en 1873.

Les premiers poètes majeurs des États-Unis indépendants sont William Cullen Bryant (1794–1878), dont la principale contribution fut des poèmes au style libre et rhapsodique sur l'immensité des prairies et forêts. On peut aussi compter parmi les poètes célèbres émergeant de ce début de XIXe siècle Ralph Waldo Emerson (1803–1882), Henry Wadsworth Longfellow (1807–1882), John Greenleaf Whittier (1807–1892), Edgar Allan Poe (1809–1849), Oliver Wendell Holmes (1809–1894), Henry David Thoreau (1817–1862), James Russell Lowell (1819–1891), et Sidney Lanier (1842–1881). Ce qui réunit le travail de ces poètes post-coloniaux est leur volonté d'affirmer une voix américaine distincte de celle de leurs compatriotes britanniques. À ce titre, ils ont exploré les contrées et les traditions de leur pays d'origine et s'en sont servies comme source d'inspiration pour leur poésie.
L'exemple le plus significatif de cette volonté est le poème Le Chant de Hiawatha de Henry Wadsworth Longfellow, publié en 1855. Ce poème puise ses références d'histoires et de contes amérindiens rassemblés dans un ouvrage de Henry Rowe Schoolcraft, responsable des affaires indiennes pour le Michigan de 1836 à 1841. Longfellow a également emprunté à l'épopée finlandaise Kalevala son mètre rythmique, pour probablement se démarquer des modèles britanniques. Le poème, bien que très grand succès populaire, n'a pas cependant constitué un modèle stylistique pour les futurs poètes américains.

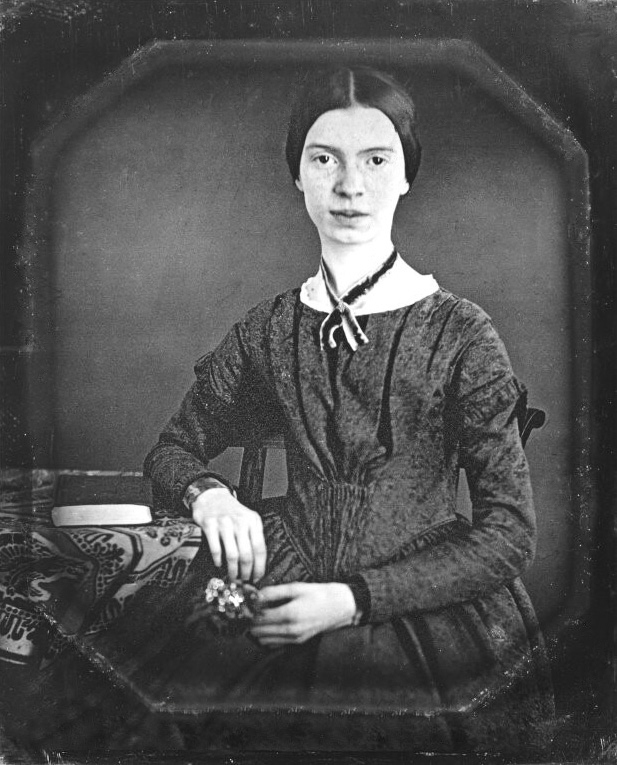
Emily Dickinson

Un des autres distinctions majeures des poètes américains de leurs contemporains britanniques est l'influence du transcendantalisme des poètes et philosophes Emerson et Thoreau. Le transcendantalisme est le pendant américain du romantisme anglais initié par William Wordsworth et Samuel Taylor Coleridge. Durant sa jeunesse, Emerson, plus que quiconque fondateur du courant transcendantaliste, fit la connaissance des deux poètes, ainsi que celle de Thomas Carlyle, lors d'un voyage en Europe. Tandis que le romantisme s'adoucissait dans le victorianisme de l'Angleterre victorienne, celui-ci s'est au contraire développé énergiquement en Amérique des années 1830 jusqu'à la guerre de Sécession.
Edgar Allan Poe est probablement le poète américain le plus reconnu hors des frontières des États-Unis durant cette période. Divers écrivains, en France, en Suède et en Russie, ont été fortement influencés par ses travaux, et son poème Le Corbeau a été un succès dans toute l'Europe, et fut traduit dans de nombreuses langues.

## Un idiome américain

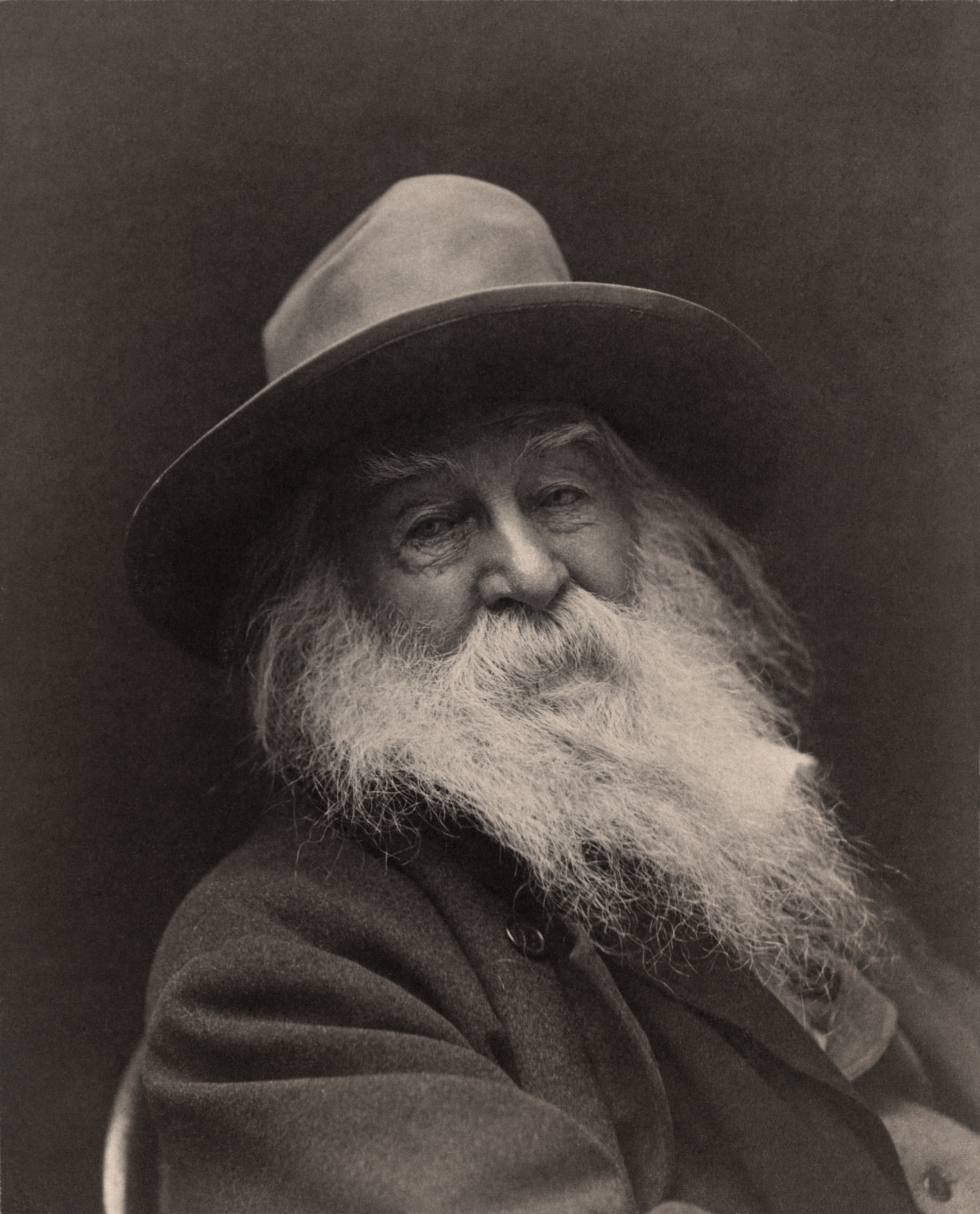
Walt Whitman.

L'émergence véritable d'un genre poétique typiquement américain, affranchi de l'influence européenne, est due au travail de deux poètes, Walt Whitman (1819–1892) et Emily Dickinson (1830–1886). En apparence, ces deux poètes ne peuvent être plus opposés. Les longs vers de Walt Whitman, directement inspirés de la longueur du rythme des vers de la Bible du roi Jacques, et sa sensibilité politique démocrate, sont en totale opposition avec le style de Emily Dickinson, de sa poésie dense et concise, faite de phrases courtes inspirées des hymnes protestantes. Ce qui les lie est leur relation avec Emerson (Ralph Waldo Emerson écrivit une lettre de félicitations à Whitman qui fut publiée dans la première édition de Leaves of Grass), et un style avant-gardiste au regard de l'originalité de leur vision. On peut ainsi affirmer que ces deux poètes représentent la naissance de deux idiomes poétiques américains majeurs - L'usage du vers libre et l'expression des émotions de façon crue et directe chez Whitman, et l'ironie et les aphorismes de Dickinson -, idiomes qui marqueront profondément la poésie américaine du XXe siècle.
Ce style poétique nouveau et typiquement américain se répand et se perpétue ensuite à travers le travail de différents poètes, dont Edwin Arlington Robinson (1869–1935), Stephen Crane (1871–1900), Robert Frost (1874–1963), Carl Sandburg (1878–1967) et Vachel Lindsay (1879-1931). Par conséquent, les fondations d'un langage poétique américain nouveau étaient clairement visibles en ce début de XXe siècle.

## Du modernisme à la Seconde Guerre mondiale
Ce genre américain, associé à une étude attentive de la poésie française du XIXe siècle, constitue les bases fondatrices du modernisme poétique de langue anglaise du XXe siècle. Ezra Pound (1885–1972) et T. S. Eliot (1888–1965) sont les figures emblématiques de cette époque, bien que bon nombre d'autres poètes contribuèrent de façon notable durant cette période, dont Gertrude Stein (1874–1946), Wallace Stevens (1879–1955), William Carlos Williams (1883–1963), Hilda Doolittle (H.D.) (1886–1961), Marianne Moore (1887–1972), E. E. Cummings (1894–1962), et Hart Crane (1899–1932).
William Carlos Williams est devenu une référence exemplaire pour nombreux poètes qui ont suivi dans le fait qu'il a, plus que quiconque de ses pairs, contribué à marier à la fois le langage américain et la versification libre.
Alors que la plupart de ces poètes s'inscrivent de près ou de loin dans les courants modernistes ou post-modernistes, d'autres poètes américains majeurs du début du XXe siècle n'y sont aucunement associés. La plupart de ces derniers s'inscrivent dans ce qu'on appellera plus tard le New Criticism. John Crowe Ransom (1888–1974), Allen Tate (1899–1979), et Robert Penn Warren (1905–1989) sont de ceux-là. D'autres poètes majeurs de cette période, comme Archibald MacLeish (1892–1982), ont expérimenté les techniques poétiques modernistes, mais se sont également tournés vers des techniques d'écriture plus traditionnelles.

## LeXXIesiècle
Aujourd'hui, qu'il s'agisse de Louise Glück (Faithful and Virtuous Night, 2014), Joy Harjo (n Mad Love and War, 2015), Giannina Braschi (États-Unis de Banana, 2011), Charles Simic (The Lunatic, 2015), Tracy K. Smith (Life on Mars, 2011), ou encore de Terrence Hayes (How to Be Drawn, 2015), la condition humaine est une question centrale dans la poésie du XXIe siècle.  Des voix critiques d'autorité y traitent la poésie comme un genre de l'(auto)biographique (et même de poètes importants – tels que Mary Oliver, Alicia Ostriker, et Adrienne Rich). 

### Sources
- (en) Cet article est partiellement ou en totalité issu de l’article de Wikipédia en anglais intitulé « of the United States Poetry of the United States » (voir la liste des auteurs).
- Serge Fauchereau (1939-), Lecture de la poésie américaine, Minuit, 1968
- Kenneth White, Le Gang du Kosmos, Poétique et politique en terre américaine (Editions Wildproject, 2015)  (ISBN 978-2-918-490-401)